# Tight Rope
Tight Rope (タイトロープ?, Taito Rōpu) è un manga yaoi scritto e disegnato da Isaku Natsume, pubblicato in Giappone dalla Shinshokan Publishing a partire dal 2008. Nel 2012 il manga è stata adattata in due episodi OAV prodotti dallo studio Prime Time. Il 20 novembre 2009 è stato pubblicato un CD drama della serie.

## Personaggi e doppiatori
- Ōhara Ryūnosuke: Inoue Kazuhiko (CD drama), Suzuki Tatsuhisa (anime)
- Satoya Naoki: Susumu Chiba (CD drama), Tachibana Shinnosuke (anime)